# Battaglia di Bucarest
La battaglia di Bucarest, anche nota come "operazione difensiva Argeş-Neajlov", fu un'importante battaglia durante la campagna di Romania nel corso della prima guerra mondiale, in cui le potenze centrali occuparono la capitale rumena e costrinsero il governo locale ed i resti dell'esercito rumeno a ripiegare in Moldavia ed a stabilire a Iași la nuova capitale.
L'alto numero di truppe coinvolte, e le grandi dimensioni dell'area di combattimento, ne fanno una delle battaglie più complesse che siano state combattute sul suolo rumeno durante la guerra.
Bucarest fu successivamente liberata dopo la resa delle Potenze Centrali nel novembre del 1918.